# Peter IV av Aragonien
Peter IV av Aragonien, född 5 september 1319, död 5 januari 1387, var sonson till Pedro III den store. Han efterträdde sin far Alfons IV, och anses ha återupprättat kronans sjunkande makt.
Han förenade kungariket Mallorca med Aragonien 1344 och deltog i striden mellan Henrik av Trastámara och Pedro den grymme av Kastilien.